# Петровский сельсовет (Грязинский район)
Петровский сельсовет — сельское поселение в Грязинском районе Липецкой области Российской Федерации.
Административный центр — село Петровка.

## История
Статус и границы сельского поселения установлены Законом Липецкой области от 23 сентября 2004 года № 126-ОЗ «Об установлении границ муниципальных образований Липецкой области»

## Население
| 2010  | 2012  | 2013  | 2014  | 2015  | 2016  | 2017  |
| ----- | ----- | ----- | ----- | ----- | ----- | ----- |
| 2320  | ↗2339 | ↗2357 | ↗2424 | ↗2425 | ↗2426 | ↘2401 |
| 2018  | 2021  |       |       |       |       |       |
| ↘2326 | ↗2416 |       |       |       |       |       |

## Состав сельского поселения
| № | Населённый пункт | Тип населённого пункта       | Население |
| - | ---------------- | ---------------------------- | --------- |
| 1 | Аннино           | село                         | ↗1364     |
| 2 | Верхняя Лукавка  | село                         | →8        |
| 3 | Зейделевка       | деревня                      | ↗280      |
| 4 | Колоусовка       | деревня                      | ↗156      |
| 5 | Колыбеловка      | деревня                      | →0        |
| 6 | Петровка         | село, административный центр | ↗691      |
| 7 | Средняя Лукавка  | село                         | ↗161      |